# جون ر. ريتشاردز
جون ر. ريتشاردز (بالإنجليزية: John R. Richards)‏ هو مدير فني أمريكي، ولد في 24 فبراير 1875 في ويسكونسن في الولايات المتحدة، وتوفي في 28 أكتوبر 1947 في لوس أنجلوس في الولايات المتحدة.